# Dystrykt Faisalabad
Faisalabad (urdu: ضلع فیصل آباد) – dystrykt w Pakistanie, położony w prowincji Pendżab. Siedzibą administracyjną dystryktu jest Faisalabad.

## Demografia
Większość mieszkańców posługuje się językiem pendżabskim.
| Rok  | Liczba ludności |
| ---- | --------------- |
| 1972 | 3.163.756       |
| 1981 | 3.561.909       |
| 1998 | 5.429.547       |
| 2017 | 7.873.910       |